# José Ochoa
José Ochoa fue un político peruano. 
Fue elegido diputado suplente por la provincia de Urubamba en 1913 hasta 1918 durante los gobiernos de Guillermo Billinghurst, Oscar R. Benavides y José Pardo y Barreda.